# منى هاشم
منى هاشم، كاتبة، صحفية ومترجمة ذات أصول مغربية. ولدت في الدار البيضاء عام 1967، المغرب.

## سيرة شخصية
ولدت منى هاشم في 24 أكتوبر 1967 في الدار البيضاء، متزوجة وأم لطفلين. درست في جامعة الحسن الثاني، حيث حصلت على ليسانس في الأدب الفرنسي (كلية الآداب والعلوم الإنسانية عين الشق) ودبلوم دراسات عليا في الأدب المقارن (كلية الآداب والعلوم الإنسانية بن مسك. - سيدي عثمان) . تطرقت أطروحتها على ذكر المسلمين في نشيد رولاند وكذلك عن إدارة مكافحة المخدرات حول المجاملة الفرنسية في العصور الوسطى مع أول أربعة أشخاص من شعب التروبادور في أوكستانيا.
منذ عام 1992، عملت في الصحافة المغربية المكتوبة ومنذ عام 2008 عملت في صحيفة الإيكونوميست  المغربية في فقرة «أخبار الأمس واليوم». ولا زالت تنشط في مجال الإعلام، من 2007 إلى 2009، لها حصة يومية على إذاعة أتلانتيك بعنوان «أسرار الألقاب».
بالتوازي، في يناير 2004 كتبت رواية بعنوان Les Enfants de la الشاوية ، وهي ملحمة عائلية تمتد لثلاثة أجيال، ويُنظر إليها على أنها نموذج مصغر للمجتمع المغربي في الاضطرابات منذ بداية القرن العشرين.
في عام 2007، كتبت معجم أسماء العائلات المغربية  وهو عمل أكاديمي، عبارة عن نسخة منقحة وموسعة تم نشرها في 2012 من قبل دار الفنك للنشر.
في عام 2011، ولثلاث سنوات متتالية، شاركت كعضوة في لجنة تحكيم جائزة المأمونية الأدبية  ، والتي تكافئ الكتاب المغاربة باللغة الفرنسية.
في يوليو 2014 أنتجت فيلمًا وثائقيًا تاريخيًا من أربع حلقات على قناة ميدي1 التلفزيونية، تحت عنوان "La Route des Origines". رحلة إلى قلب التاريخ المغربي من خلال مناشير آسرة تتمحور حول أسماء الأماكن وأسماء القبائل والعائلات.
في عام 2015، شاركت في عمل جماعي نشرته" La Croisée des Paths" تحت عنوان «ما نحن» بعد هجمات 7 ومظاهرات 2015 يناير 11 في باريس.
فير 16 أبريل 2016، نشرت عملاً تاريخيًا بعنوان "Chroniques insolites de notre Histoire" (المغرب، من الأصول حتى عام 1907) يقوم بإعادة قراءة شاذة مقارنة بالحسابات الرسمية والكتب المدرسية التي أعيد إصدارها في فرنسا من قبل دار إريك بونيي للنشر في سبتمبر 2018 تحت عنوان «تاريخ المغرب غير المتوقع».
نشرت أيضا في سبتمبر 2019، رواية تاريخية تدور أحداثها بين أوروبا والمغرب، تستند إلى أحداث وشخصيات حقيقية، بعنوان «المخطوطات المفقودة»، مع نفس الناشر.
لا زالت تعرض قراءات أخرى للتاريخ بطريقة رومانسية بتركيزها على سقوط حكم المرابطين التي عايشتها النسوة بهذه الرواية التي نشرت عام 2021 من قبل دار "La Croisée des Chemins" في الدار البيضاء، تحت عنوان «بن تومرت أو آخر أيام الفوال».

## المنشورات

### يعمل
- Les Enfants de la Chaouia (بالفرنسية). 2004. p. 243. ISBN:9954834850. Les Enfants de la Chaouia (بالفرنسية). 2004. p. 243. ISBN:9954834850. Les Enfants de la Chaouia (بالفرنسية). 2004. p. 243. ISBN:9954834850.
- قاموس الألقاب المغربية - الدار البيضاء 2007، 500 ص. النشر الذاتي -(ردمك 9954852417) [ تفاصيل الإصدارات ]
- قاموس الألقاب المغربية - طبعة موسعة جديدة - الدار البيضاء، 2011 - 580 ص. - إصدار Le Fennec -(ردمك 9789954306987) [ تفاصيل الإصدارات ]
- سجلات غير عادية لتاريخنا (المغرب، منذ نشأته حتى عام 1907) - الدار البيضاء، 2016-382 ص. النشر الذاتي -(ردمك 9789954371848)
- قصة المغرب غير المتوقعة - طبعات Erick Bonnier - فرنسا 2018
- المخطوطات المفقودة - طبعات إريك بونييه - فرنسا، سبتمبر 2019
- بن تومرت أو آخر أيام الفوال - مفترق الطرق، الدار البيضاء، 2021.

### وثائقي تلفزيوني
"La route des Origines" في أربعة أجزاء على Médi 1 TV http://iqbal.hypotheses.org/3668

## مذكرات ومراجع
1. ↑  "Chroniques de Mouna Hachim dans L'Économiste". مؤرشف من الأصل في 9 نوفمبر 2021. اطلع عليه بتاريخ 9 mai 2012. {{استشهاد ويب}}: تحقق من التاريخ في: |تاريخ الوصول= (مساعدة)
2. ↑  Jaouad Mdidech (février-2005). "Autoédition, l'aventure hasardeuse". La Vie éco. مؤرشف من الأصل في 23 مايو 2013. اطلع عليه بتاريخ 11 juin 2012. {{استشهاد بدورية محكمة}}: تحقق من التاريخ في: |تاريخ الوصول= و|تاريخ= (مساعدة)
3. ↑  "Mouna Hachim et l'écriture : une « relation passionnelle… » (interview)". www.lalati.ma. 9 février 2010. مؤرشف من الأصل في 3 مارس 2016. اطلع عليه بتاريخ 11 juin 2012. {{استشهاد ويب}}: تحقق من التاريخ في: |تاريخ الوصول= و|تاريخ= (مساعدة)
4. ↑  H.D. (août-2011). "La Mamounia des lettres". Femmes du Maroc. مؤرشف من الأصل في 3 مارس 2016. اطلع عليه بتاريخ 9 mai 2012. {{استشهاد بدورية محكمة}}: تحقق من التاريخ في: |تاريخ الوصول= و|تاريخ= (مساعدة)
5. ↑   نسخة محفوظة 2016-03-03 على موقع واي باك مشين.

## انظر كذلك

### فهرس
: وثيقة استخدمت كمصدر لصياغة هذه المقالة بالفرنسية.
- Aziz Daki (février-2004). "Cette voix qui nous tient". Aujourd'hui le Maroc. مؤرشف من الأصل في 2021-11-09. {{استشهاد بدورية محكمة}}: تحقق من التاريخ في: |تاريخ= (مساعدة)

- Aziz Daki (février-2004). "La Chaouia ou le chemin de l'écriture". Aujourd'hui le Maroc. MH1. مؤرشف من الأصل في 2021-11-09. {{استشهاد بدورية محكمة}}: تحقق من التاريخ في: |تاريخ= (مساعدة) (interview)

- Loubna Bernichi (février-2004). "Interview de Mouna Hachim, auteur de Les Enfants de la Chaouia : Casablanca et son arrière-pays". Maroc Hebdo ع. 592. MH2. مؤرشف من الأصل في 2021-11-09. {{استشهاد بدورية محكمة}}: تحقق من التاريخ في: |تاريخ= (مساعدة)

- Loubna Bernichi (février-2004). "Humilité et limpidité". Maroc Hebdo ع. 592. مؤرشف من الأصل في 2021-11-09. {{استشهاد بدورية محكمة}}: تحقق من التاريخ في: |تاريخ= (مساعدة)

- avril 2004/http://www.emarrakech.info/Les-enfants-de-la-Chaouia-de-Mouna-Hachim-Une-petite-merveille_a707.html Les enfants de la Chaouia de Mouna Hachim : Une petite merveille في أرشيف الإنترنت
- إدريس كسيكس (?). "Chroniques d'une fille enracinée". Telquel. {{استشهاد بدورية محكمة}}: تحقق من التاريخ في: |سنة= (مساعدة)[[المساعدة: مرجع غير كامل|[réf. incomplète]]]

- Nadia Belkhayat (février-2007). ""Dictionnaire des noms de famille" : découvrez vos origines". L'Économiste ع. 2458. DH. مؤرشف من الأصل في 2021-11-09. {{استشهاد بدورية محكمة}}: تحقق من التاريخ في: |تاريخ= (مساعدة)

- "Littérature : Mouna Hachem, un cimetière comme un autre". Al-Ahram Hebdo. juillet-2008. AAH. مؤرشف من الأصل في 2021-11-09. {{استشهاد بدورية محكمة}}: تحقق من التاريخ في: |تاريخ= (مساعدة)

- «منى هاشم: Fille de la Chaouia»، في Pascal Airault Julien Félix (août-2008). "Rencontres casaouies : Cinéaste, musicien, écrivaine ou plasticien, ils sont originaires ou enfants adoptifs de la capitale économique marocaine... Et leurs œ uvres s'en inspirent". Jeune Afrique. JA. مؤرشف من الأصل في 2021-11-09. {{استشهاد بدورية محكمة}}: تحقق من التاريخ في: |تاريخ= (مساعدة) Pascal Airault Julien Félix (août-2008). "Rencontres casaouies : Cinéaste, musicien, écrivaine ou plasticien, ils sont originaires ou enfants adoptifs de la capitale économique marocaine... Et leurs œ uvres s'en inspirent". Jeune Afrique. JA. مؤرشف من الأصل في 2021-11-09. {{استشهاد بدورية محكمة}}: تحقق من التاريخ في: |تاريخ= (مساعدة) Pascal Airault Julien Félix (août-2008). "Rencontres casaouies : Cinéaste, musicien, écrivaine ou plasticien, ils sont originaires ou enfants adoptifs de la capitale économique marocaine... Et leurs œ uvres s'en inspirent". Jeune Afrique. JA. مؤرشف من الأصل في 2021-11-09. {{استشهاد بدورية محكمة}}: تحقق من التاريخ في: |تاريخ= (مساعدة)</img>
- "Mouna Hachim". Femmes du Maroc. décembre-2011. مؤرشف من الأصل في 2021-11-09. {{استشهاد بدورية محكمة}}: تحقق من التاريخ في: |تاريخ= (مساعدة) "Mouna Hachim". Femmes du Maroc. décembre-2011. مؤرشف من الأصل في 2021-11-09. {{استشهاد بدورية محكمة}}: تحقق من التاريخ في: |تاريخ= (مساعدة) "Mouna Hachim". Femmes du Maroc. décembre-2011. مؤرشف من الأصل في 2021-11-09. {{استشهاد بدورية محكمة}}: تحقق من التاريخ في: |تاريخ= (مساعدة) (مقابلة)
- «منى هاشم: تاريخ المغرب هو تاريخ جميع الخلطات»، Jeune Afrique ، باريس،12 août 201312 أغسطس 2013 http://www.jeuneafrique.com/136585/politique/mouna-hachim-l-histoire-marocaine-est-celle-de-tous-les-m-langes/
- «منى هاشم تروي لنا كل شيء عن كتابها الجديد»23 avril 201623 أبريل 2016 - http://www.lesiteinfo.com/mouna-hachim-elle-nous-dit-tout-sur-son-nouveau-livre/
- «تاريخ غريب وغير مألوف للمغرب»، الدار البيضاء، 24/4/2016 https://ledesk.ma/grandangle/une-histoire-curieuse-et-insolite-du-maroc/
- عرض في باريس لكتاب «تاريخ المغرب غير المتوقع» لمنى هاشم https://www.atlasinfo.fr/Presentation-a-Paris-du-livre-Histoire-inattendue-du-Maroc-de-Mouna-Hachim_a94227.html
- اكتشافات منى هاشم " التاريخ غير المتوقع للمغرب» http://maroc-diplomatique.net/mouna-hachim-deterre-lhistoire-inattendue-du-maroc/
- "المغرب القديم، العولمة قبل زمانها" https://www.letemps.ch/culture/maroc-antique-une-mondialisation-lheure
- «تغلب على النقاش العام حول تاريخ المغرب» http://www.maroc-hebdo.press.ma/histoire-inattendue-maroc-nouveau-livre-de-mouna-hachem/
- «قصة غير متوقعة مغرب منى هاشم»، مكتبة راديو الشرق، https://www.radioorient.com/podcasts/histoire-inattendue-du-maroc-de-mouna-hachim-23019
- «المملكة المغربية: إنها قصة !» https://www.youtube.com/watch؟v=c-B50AiLyQ8
- «لقراءة جديدة لأسلمة شمال إفريقيا» أسئلة الإسلام برنامج غالب بن الشيخ.18 novembre 201818 نوفمبر 2018، https://www.franceculture.fr/emissions/questions-dislam/pour-une-nouvelle-lecture-de-lislamisation-de-lafrique-du-nord
- «منى هاشم تحكي عن سقوط المرابطين على مرأى من النساء» https://telquel.ma/2021/04/09/mouna-hachim-raconte-la-chute-des-almoravides-vue-par-des-femmes_1717667
- مقابلة مع منى هاشم مؤلفة كتاب «بن تومرت ام اخر أيام المحجبات» https://www.maroc-hebdo.press.ma/mouna-hachim-ben-toumert-derniers-jours-voiles
- «المنشور:» بن تومرت أو آخر أيام الفوال «مولودة منى هاشم (مقابلة)» https://2m.ma/fr/news/parution-ben-toumart-ou-les-derniers- days -من-شراع-الجديد-ني-دي-منى-هاشم-حديث -20210322 /
- "" بن تومرت ام اخر أيام المحجبات «. رواية منى هاشم الملحمية الجديدة» https://lobservateur.info/article/21060/Culture/ben-toumert-ou-les-derniers-jours-des-voiles-le-nouveau-roman-epique-de-mouna- hachim
- كانت منى هاشم ضيفة شرف جمعية Les Impériales في 28 فبراير 2019، حيث استضافت مؤتمراً تحت شعار «الهويات المتعددة لإعادة قراءة التاريخ». http://femmesdumaroc.com/actualite/mouna-hachim-invitee-de-la-1ere-conference-les-bancs-du-savoir-49852

### روابط خارجية
- الموقع الألكتروني https://mounahachim.wordpress.com/